# Morgan County (Utah)
Morgan County je okres ve státě Utah v USA. K roku 2010 zde žilo 9 469 obyvatel. Správním městem okresu je Morgan. Nachází se zde ještě obce Mountain Green, Croydon, Peterson a Porterville. Celková rozloha okresu činí 1 582 km².